# 東市來站
東市來站（日语：／ Higashi-Ichiki eki */?）是位於鹿兒島縣日置市東市來町長里，九州旅客鐵道（JR九州）的鹿兒島本線車站。

## 歷史
- 1913年10月11日：鐵道院川內線鹿兒島～本站啟用[1]。
- 1927年10月17日：湯浦站至水俁站之間開業，八代站至鹿兒島站之間編入至鹿兒島本線。
- 1987年4月1日：隨國鐵分割民營化，車站由九州旅客鐵道（JR九州）營運。
- 2004年：

- 4月1日：改為無人車站。
- 8月11日：改為簡易委託車站。

- 2012年12月1日：開始可以使用IC卡「SUGOCA」[2]。

## 車站構造

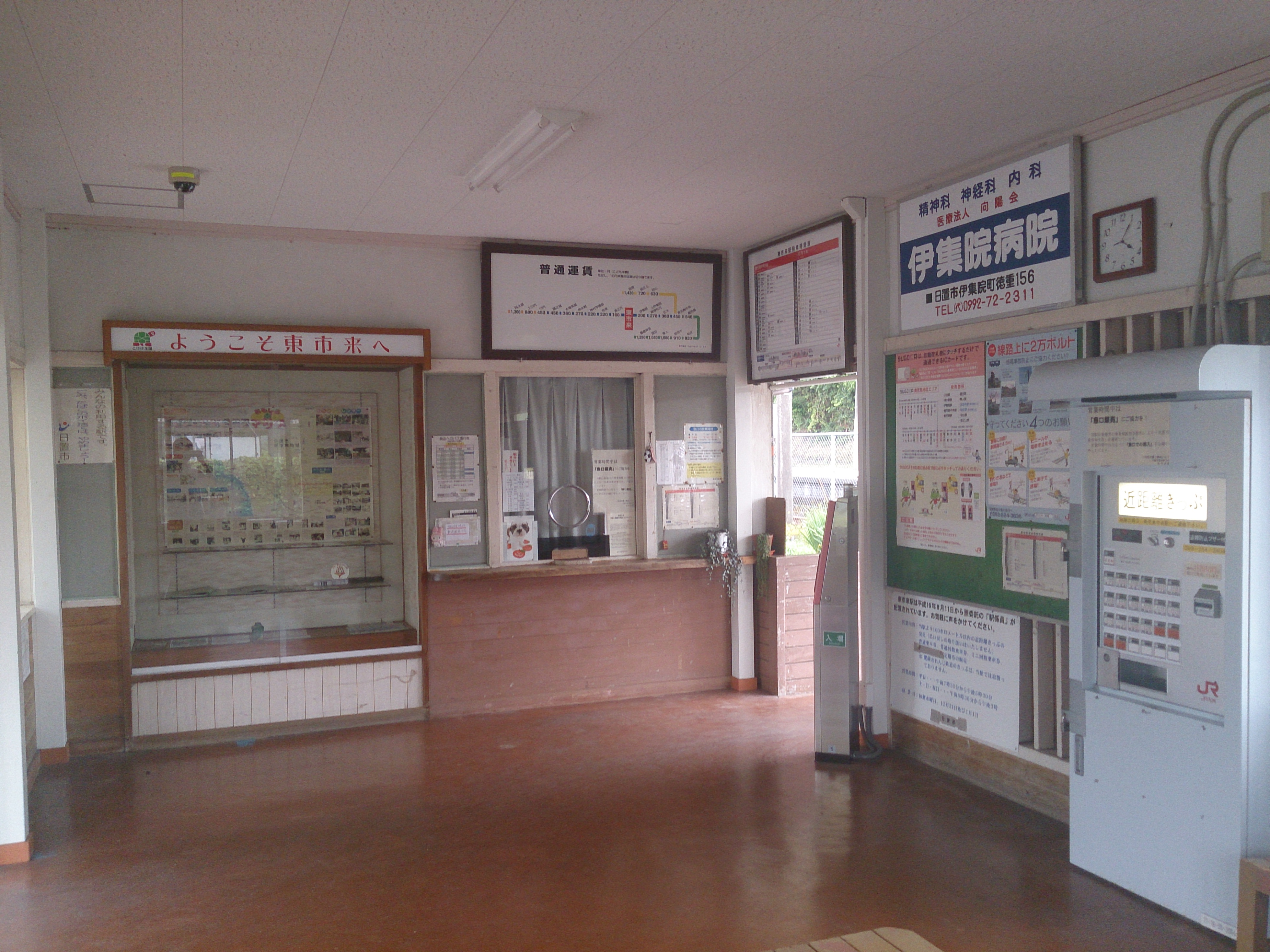
車站大樓內。在早上和黃昏後櫃臺暫停營業。

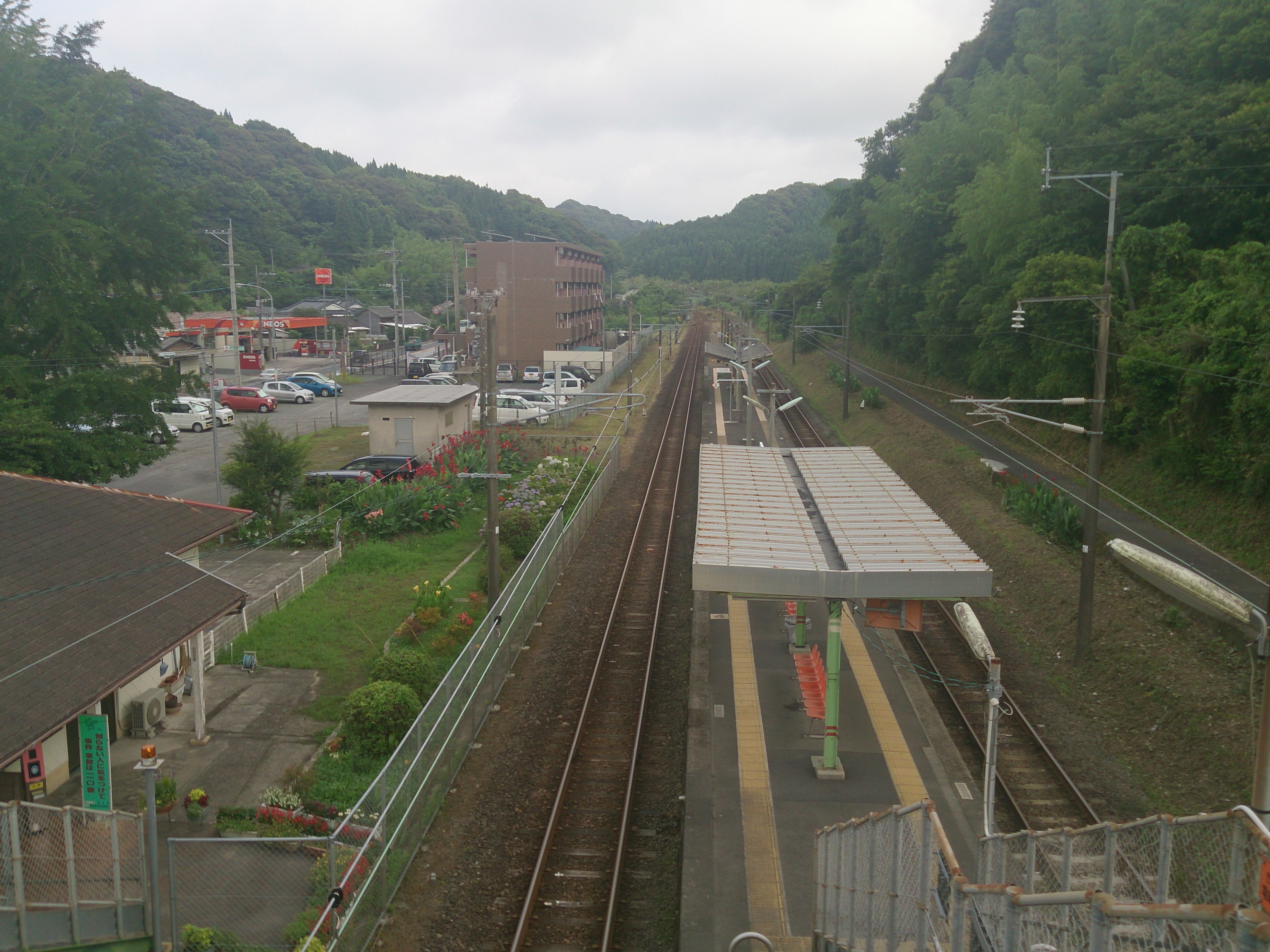
從車站跨線橋望見月台（鹿兒島中央站方向）

車站是一座地面車站，設有1面2線的島式月台。在各月台之間設有跨線橋連接。
此站是由日置市東市來分所管理的簡易委託車站。車站內沒有MARS系統與POS終端機，只有發售軟身紙張車票。
此站可以使用「SUGOCA」IC卡，以及可以與SUGOCA互相使用的交通系IC卡。車站設有簡易SUGOCA閘機。車站不可增值和購買SUGOCA卡。
車站設有簡單自動售票機（不可使用IC卡）。

### 月台
| 月台 | 路線        | 上下行 | 方向                   |
| ---- | ----------- | ------ | ---------------------- |
| 1    | ■鹿兒島本線 | 下行   | 伊集院、鹿兒島中央方向 |
| 2    | ■鹿兒島本線 | 上行   | 串木野、川内方向       |

## 使用狀況
在2018年度，1日平均乘車人次為355人。
以下是近年1日平均使用人次：
| 年度 | 1日平均 乘車人次 | 1日平均 上下車人次 |
| ---- | ---------------- | ------------------ |
| 2007 | 345              | 689                |
| 2008 | 350              | 697                |
| 2009 | 338              | 679                |
| 2010 | 350              | 704                |
| 2011 | 337              | 680                |
| 2012 | 340              | 686                |
| 2013 | 367              | 733                |
| 2014 | 349              | 700                |
| 2015 | 338              | 674                |
| 2016 | 337              |                    |
| 2017 | 335              |                    |
| 2018 | 355              |                    |

## 車站周邊
- 鶴丸城遺址
- 美山（薩摩陶器發源地）
- 東鄉茂德紀念館
- 樟腦製造創業之地紀念碑
- 日置市東市來分所（前・東市來町公所）
- 東市來長里郵局
- 東市來護國神社
- 國道3號
- 南九州西回自動車道
- 鹿兒島交通（日语：鹿児島交通）「東市來」巴士站 - 位於站前國道3號上（伊集院、野田、草牟田（日语：草牟田）、天文館、鹿兒島站方向，湯之元、串木野、川內站、上川內、日置方向，日置市社區巴士（日语：日置市コミュニティバス）「東市來地域Kokeke巴士」）

## 相鄰車站
九州旅客鐵道
■鹿兒島本線
湯之元－東市來－伊集院

## 注腳
1. ↑  日本《官報》第359號「鐵道院告示第91號」，大藏省印刷局：1913年10月8日，第166頁。
2. ↑  . 交通新聞 (交通新聞社). 2012-12-04: 1.
3. ↑   (PDF). 九州旅客鐵道.   [2019-07-30]. （原始内容存档 (PDF)于2019-12-06）.
4. ↑  鹿兒島縣統計年鑑

## 外部連結
- 東市來（車站資訊） - 九州旅客鐵道